# Paolo Banchero
Paolo Napoleon James Banchero (Seattle, Washington, 12 de novembre de 2002) és un jugador de bàsquet italoamericà que pertany a la plantilla dels Orlando Magic de l'NBA. Mesura 2,08 metres i juga en la posició d'ala-pivot. Va ser escollit el número 1 del Draft 2022.

## Trajectòria esportiva

### High School
Durant el seu primer any en O'Dea High School, a Seattle, Banchero va jugar a futbol americà, com a mariscal de camp suplent, en l'equip que va disputar el campionat estatal, així com a bàsquet. Com a estudiant de primer any, dins l'equip de bàsquet, va fer una mitjana de 14,1 punts i 10,2 rebots per partit. En la seva segona temporada, Banchero va fer una mitjana de 18,2 punts, 10,3 rebots i 4,3 assistències per partit, portant a O'Dea al campionat estatal Clase 3A, on va ser nomenat jugador més valuós.
Com a júnior, va fer una mitjana de 22,6 punts, 11 rebots, 3,7 assistències i 1,6 taps per partit per als subcampions de Classe 3A, la qual cosa el va fer creditor dels guardons de Jugador de l'any de Washington Gatorade i el MaxPreps National Junior of the Year. Va disputar els prestigiosos partits del McDonald's All-American Game i el Jordan Brand Classic, així com el Nike Hoop Summit.

### Universitat
Va jugar una temporada amb els Blue Devils de la Universitat de Duke, allí feu una mitjana de 17,2 punts, 7,8 rebots i 3,2 assistències per partit. El 20 d'abril de 2022, Banchero es va declarar elegible per al draft de l'NBA de 2022, renunciant a la seva elegibilitat universitària restant.

#### Estadístiques
| Any     | Equip | PJ | PT | MPP  | %TC  | %3P  | %TL  | RPP | APP | ROB | TPP | PPP  |
| ------- | ----- | -- | -- | ---- | ---- | ---- | ---- | --- | --- | --- | --- | ---- |
| 2021–22 | Duke  | 39 | 39 | 33.0 | .478 | .338 | .729 | 7.8 | 3.2 | 1.1 | .9  | 17.2 |

### Professional
Va ser triat en la primera posició del Draft de l'NBA de 2022 pels Orlando Magic.

## Internacional
Banchero és elegible per a jugar per la selecció de bàsquet d'Itàlia a causa de la seva ascendència paterna i ha comunicat que vol representar a Itàlia en competicions internacionals. Va ser convocat per Itàlia en la llista de 24 jugadors per als jocs classificatoris a l'Eurobasket 2022 de novembre de 2020, però no va jugar cap minut.